# Selokarto
Selokarto is een bestuurslaag in het regentschap Batang van de provincie Midden-Java, Indonesië. Selokarto telt 4069 inwoners (volkstelling 2010).